# 何羨儒
何羨儒（英語：Tiffany Celine Ho，1998年1月6日—），澳大利亞華裔羽毛球運動員，2016年大洋洲羽毛球錦標賽女子雙打冠軍（其拍檔為譚凱勻），2024年亦在該賽事贏得女子單打冠軍。何羨儒的父母是來自香港的移民，她的職業是註冊護士。

## 外部連結
- 何羨儒在世界羽球聯盟的登錄資料